# ヘンリー・ウィンダム (第2代ルコンフィールド男爵)
第2代ルコンフィールド男爵ヘンリー・ウィンダム（英: Henry Wyndham, 2nd Baron Leconfield,JP DL、1830年7月31日 - 1901年1月6日）は、イギリスの貴族、地主。

## 生涯
ジョージ・ウィンダムとその妻メアリー・ブラントとの息子として生まれた。父ジョージは第4代エグレモント伯爵の庶子であるため、この流れでヘンリーもエグレモント伯爵家の流れを汲む。
イートン校に学んだのち、17歳の時にオックスフォード大学クライストチャーチに進んだ。卒業後は第1ライフガーズ連隊に入隊したのち、大尉の階級で退役した。1854年にウェスト・サセックス選挙区から庶民院議員に当選して、以降は爵位継承の1869年まで議員を務めた。1867年にコンスタンス・プリムローズ（ローズベリー伯爵家令嬢、のちの首相アーチボルド・プリムローズの妹）と結婚した。夫妻は直後の新婚旅行の際に、サセックスの旧邸アップパークに滞在している。1869年の父の死去に伴って貴族院に移籍した。以降はサセックス治安判事やウェストサセックス州議会参事会員を務めた。
長い闘病のすえ、1901年に70歳で往生を遂げた。息子チャールズが爵位を継承した。

## 逸話
- 甥のジョージ・ウィンダム（英語版）の結婚の際、ヘンリーが引き出物に何が欲しいかを尋ねると、ジョージは「自分の蔵書をつくってゆきたいので、価値ある歴史の書籍を1冊」と答えた。そこで、ヘンリーは価値ある蔵書100冊ほどを図書室ごとサプライズでプレゼントして、甥を驚嘆させたという[7]。

## 家族

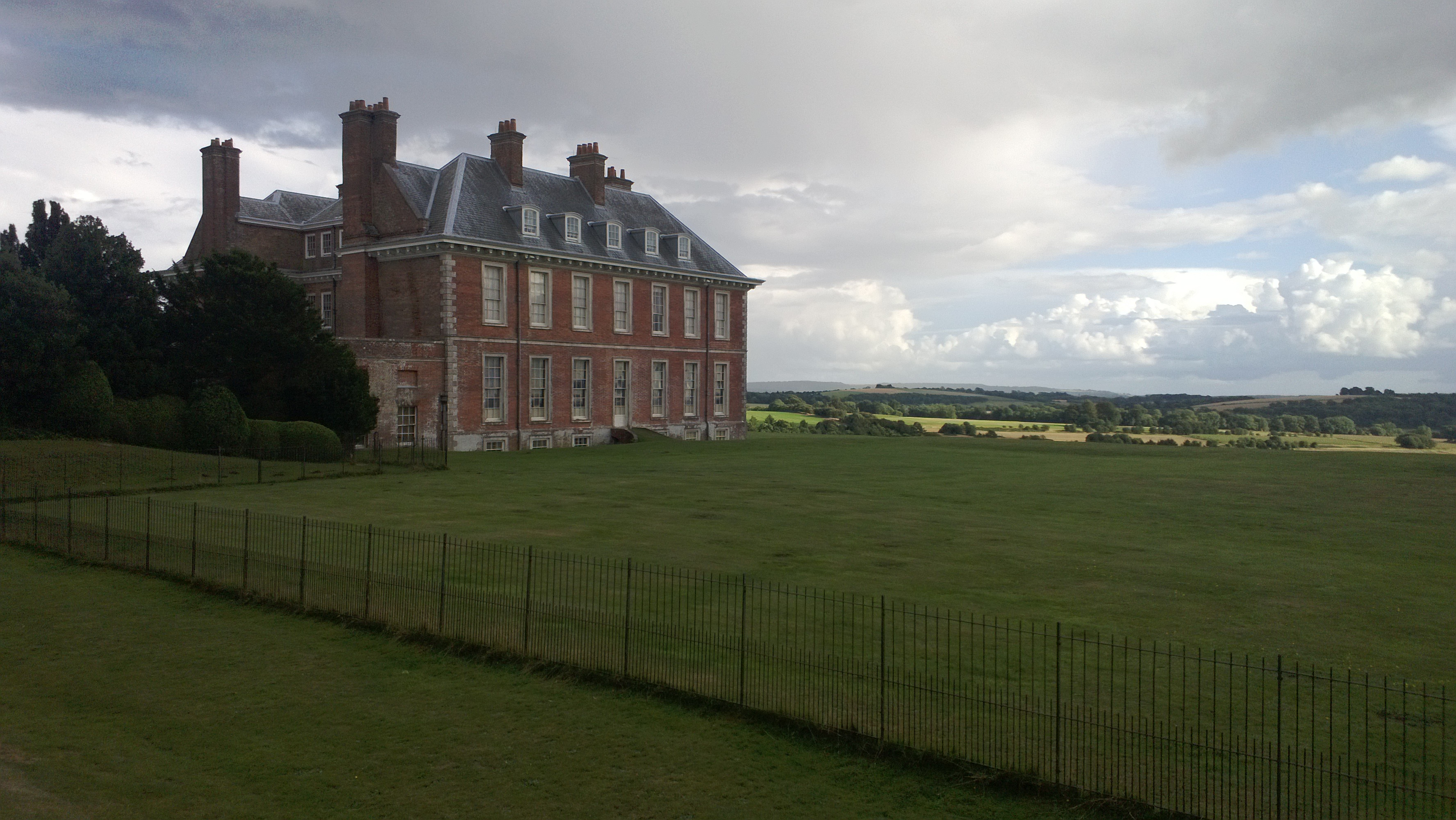
夫妻が新婚旅行で訪れた邸宅アップパーク。

1867年にコンスタンス・イヴリン・プリムローズ（Constance Evelyn Primrose、ダルメニー卿アーチボルド・プリムローズの娘）と結婚して、6男3女をもうけた。
- （長男）ジョージ・ウィンダム（1868年 - 1895年）
- （次男）チャールズ・ウィンダム（英語版）（1872年 - 1952年） - 第3代ルコンフィールド男爵。
- （三男）ウィリアム・ウィンダム（1876年 - 1914年）- 第一次世界大戦に参戦、西部戦線で1914年に戦死[2][8]。

- （四男）ヒュー・ウィンダム（英語版）（1877年 - 1963年）- 第4代ルコンフィールド男爵。
- （五男）エドワード・ウィンダム（1883年 - 1967年）- 第5代ルコンフィールド男爵。
- （六男）エヴァラード・ウィンダム（1888年 - 1970年）
- （長女）メアリー・ウィンダム（1862年 - 1958年）
- （次女）モード・ウィンダム（1869年 - 1957年）
- （三女）マーガレット・ウィンダム（1879年 - 1965年）